# 台湾蛇莓
皱果蛇莓（学名：Duchesnea chrysantha），又名台湾蛇莓，为蔷薇科蛇莓属的植物。分布在日本、印度尼西亚、台湾岛、朝鲜、印度以及中国大陆的云南、陕西、广西、福建、广东、四川等地，生长于海拔230米至3,300米的地区，多生长在草地上，目前尚未由人工引种栽培。